# Il figlio del cimitero
Il figlio del cimitero (The Graveyard Book) è un romanzo fantasy per ragazzi del 2008 scritto da Neil Gaiman, vincitore del Premio Hugo 2009.
La storia narra di un ragazzo chiamato Nobody Owens, che dopo l'assassinio della sua famiglia è adottato e cresciuto dagli abitanti di un cimitero.

## Concezione e sviluppo
Gaiman ebbe l'idea della storia nel 1985, dopo aver visto il suo allora figlio di due anni Mike "andare in triciclo per un cimitero". Infatti la loro famiglia abitava proprio di fronte ad un cimitero, nella cittadina inglese di East Grinstead, nel West Sussex. Ricordando come sembrasse suo figlio in quel posto, Gaiman pensò che "potesse scrivere qualcosa molto simile al Libro della giungla ed ambientarlo in un cimitero". Tuttavia, quando si sedette a scrivere, Gaiman decise che non era "ancora uno scrittore abbastanza bravo" e arrivò alle stesse conclusioni negli anni successivi.
Ognuno degli otto capitoli è una storia breve, ambientata a distanza di due anni dalla precedente, seguendo la crescita del protagonista. Molti capitoli hanno analogie con l'opera di Rudyard Kipling del 1894 (dal quale The Graveyard Book, letteralmente Il libro del cimitero, prende nome).

## Trama
Nobody Owens, detto Bod, rimane orfano in seguito all'assassinio della sua famiglia per mano di Jack. Lo spirito della madre, tuttavia, lo affida a due coniugi defunti (fantasmi), che lo crescono in un cimitero insieme ad altre creature soprannaturali. Il piccolo Bod sviluppa poteri speciali e cresce insieme alla sua nuova, strana famiglia. Un giorno, giocando, incontra anche una bambina Scarlett Perkins. Ella lo andava a trovare tutti i giorni e giocavano tutto il tempo insieme, fino a quando Scarlett si dovette trasferire e, a malincuore i due si salutarono.
Il suo tutore è Silas, un misterioso personaggio né morto né vivo, molto criptico e col potere di far perdere la memoria agli esseri umani, probabilmente un vampiro. La sua maestra è Miss Lupescu, un licantropo rumeno (anche se a lei piace definirsi "Mastino di Dio"). La sua migliore amica e confidente fra i fantasmi, è una strega sotterrata sotto un terreno sconsacrato, Liza.
La sua famiglia sono gli Owens, anche se gli impediscono di passare il confine tra il cimitero e la Città Vecchia, per un motivo a Nobody sconosciuto.
Il motivo, che si svelerà in seguito, è assai strano: una confraternita, detta "La Confraternita dei Jack", attiva da lungo tempo, aveva interrogato, nell'epoca egizia, un indovino, che aveva loro rivelato che un bambino avrebbe varcato il confine tra vivi e morti.
La Confraternita aveva inviato, secoli dopo, il più sveglio dei suoi uomini, Jack Frost, a uccidere la famiglia e il bambino.
Un giorno Scarlett tornò in quella piccola città e riuscì a capire che Nobody esiste, anche oramai non lo ricordava quasi più e pensava comunque fosse stato solo un amico immaginario. Jack Frost la userà come trappola, per uccidere Nobody, ma il ragazzo, oramai quindicenne, gli sfuggirà e scoprirà di essere il prescelto, e riuscirà a liberarsi degli ultimi 4 membri della confraternita che vogliono ucciderlo, mentre Silas e la signorina Lupescu hanno sconfitto i gruppi della confraternita in altre città. 
La Signorina Lupescu morirà lottando per Bod. È quindi giunto per lui il momento, seppure a malincuore, di abbandonare il cimitero ed i fantasmi a lui assai cari: i suoi genitori adottivi,  Liza, ma soprattutto il laconico Silas. Nobody Owens diventa quindi definitivamente umano e si accinge a vivere la sua vita.

## Personaggi
- Nobody "Bod" Owens: piccolo orfano che, durante la convivenza con le creature dell'aldilà, sviluppa capacità tipiche dei fantasmi (svanire, terrorizzare la gente, entrare nei sogni degli altri, ecc.). Il bambino, per tornare nel mondo dei vivi, dovrà affrontare l'assassino della sua famiglia. Gli verranno insegnati poteri particolari.
- Coniugi Owens: fantasmi, genitori adottivi di Bod, certe volte scontrosi ma benevoli.
- Silas: tutore di Bod, l'unico che può uscire dal cimitero. La cosa si rivela utile, poiché Silas è colui che fornisce il cibo a Nobody. Silas riposa durante il giorno nella chiesa abbandonata sulla cima della collina, il suo letto, quando parte per i suoi viaggi, è un baule foderato di seta bianca, deposto nei sotterranei della chiesa. Silas fa parte della "Guardia d'onore" insieme alla Signorina Lupescu. Non è ben chiaro cosa sia in realtà anche se da alcuni indizi, Silas sembra essere un vampiro. Silas ammette a Nobody che nei tempi addietro ha fatto cose di cui poi si è pentito. Verso la fine quando Nobody si appresta a partire, su sua insistenza, avvertirà Nobody che in caso di problemi lo chiamerà.

- Signora Lupescu: mastino di Dio, amica degli Owens, professoressa scorbutica (ma a volte simpatica) di Nobody. Insegna svariate cose a Nobody e veglia su di lui da lontano sotto le sembianze di un lupo. Conosce passaggi segreti fra i vari mondi in cui vi può accedere senza problemi. Come quello dei Ghoul. Perde la vita nel combattimento decisivo contro i Jack. Come Silas fa parte della Guardia d'onore.
- Scarlett Perkins: la bambina con cui gioca Owens da piccolo e che poi ritroverà da più grande.

- Kandar: una mummia assira con delle ali nella schiena con in braccio un maiale che dice porti fortuna. Fa parte del gruppo della Guardia D'onore insieme a Silas e la Signorina Lupescu.
- Haroun: quarto membro della Guardia D'onore. morto tempo addietro distrutto da uno specchio magico.
- Jack Frost: assassino della famiglia di Bod, il più abile della Confraternita.
- Signora dal cavallo bianco: si rivela essere l'angelo della Morte. Tutti i morti la conoscono. Compare durante il dibattito dei fantasmi del cimitero che discutono se tenere o meno Nobody, la sua presenza fa cessare all'istante il dibattito. Solo la signora Owens fantasma madre adottiva di Nobody, non si stupisce delle sue miracolose presenze, affermando che la Dama Grigia è più intelligente dei più scontrosi e cocciuti fantasmi che non sanno cosa sia giusto fare.
- Elizabeth "Liza" Hempstock: strega giovane sepolta a nord-ovest del cimitero, su terreno sconsacrato, amica lunatica e ciarlona di Bod.
- Caio Pompeo: fantasma di origini romane. È il fantasma più antico del cimitero poiché fu anche il primo a dimorarvi. Tuttavia Caio stesso spiega che prima di lui c'era già qualcun altro di ignoto che si trovava all'interno della collina cava, spiegando che prima dei romani e dei pagani, vi era altra gente molto più antica. Tuttavia nessuno del cimitero sa quale sia l'identità dell'individuo che dimora sotto la collina. Quando Caio venne sepolto nel cimitero, egli percepì la sua presenza dentro la collina, comprendendo che stava aspettando qualcosa.
- Sleer: entità misteriosa che alberga dentro la collina cava del cimitero. Nel fumetto viene presentato come una creatura imponente dal corpo lungo, squamoso e serpentino, simile a un drago dotato di tre teste come un'idra dalle fattezze umane con tratti orientali. Solo Nobody è in grado di vedere il suo vero aspetto. Non è chiaro cosa esso sia in realtà, salvo che dimora nella collina cava dal tempo dei pagani. È lui l'essere che percepisce Caio Pompeo, quando venne seppillito nel cimitero. Lo Sleer fa la guardia a tre oggetti: un calice d'argento, un pugnale a la pietra Snakestone. Lo Sleer è alla continua ricerca di un padrone e continua ad attendere che esso arrivi. Nobody percepisce subito che lo Sleer è un'entità immensamente potente.[5]

### Confraternita dei Jack
Un'organizzazione molto antica e misteriosa che esiste dai tempi di Babilonia. La Confraternita è composta da individui dall'aspetto umano, che si rivelano essere degli alchimisti e stregoni. Essi traggono forza dalla morte di determinati individui accrescendo così il loro potere. Tentarono di uccidere Nobody poiché nei tempi dell'Egitto un profeta annunciò che in un lontano futuro un bambino in particolare avrebbe segnato la loro sconfitta. Con la morte dell'ultimo Jack cessa di esistere la Confraternita e Bod può finalmente lasciare il cimitero. Silas tutta via, ammette che anche se l'organizzazione è caduta vari suoi membri sono ancora vivi, facendo perdere le proprie tracce.

### Guardia d'onore
Un'organizzazione composta da mostri antichi che ostacola la confraternita dei Jack. Gli unici membri che vengono mostrati attualmente sono Silas, Signorina Lupescu, Kandar e Haroun. Detto da Silas, la confraternita si occupa di mantenere l'equilibrio di potere della luce e delle ombre. Uno dei loro luoghi di incontro è una delle grotte sotto Cracovia. Verso la fine vengono attaccati dalla confraternita, che viene però sbaragliata.

## Riconoscimenti
| Anno | Premio                                        | Esito           |
| ---- | --------------------------------------------- | --------------- |
| 2009 | Medaglia Newbery                              | Vincitore/trice |
| 2009 | Premio Hugo per il miglior romanzo            | Vincitore/trice |
| 2009 | Premio Locus per il miglior libro per ragazzi | Vincitore/trice |
| 2010 | Carnegie Medal in letteratura                 | Vincitore/trice |
| 2009 | British Fantasy Award for Best Novel          | Candidato/a     |
| 2009 | World Fantasy Award for Best Novel            | Candidato/a     |

## Edizioni
- Neil Gaiman, Il figlio del cimitero, traduzione di Giuseppe Iacobaci, Mondadori, 2011, ISBN 978-88-04-60173-9.